# 村BA

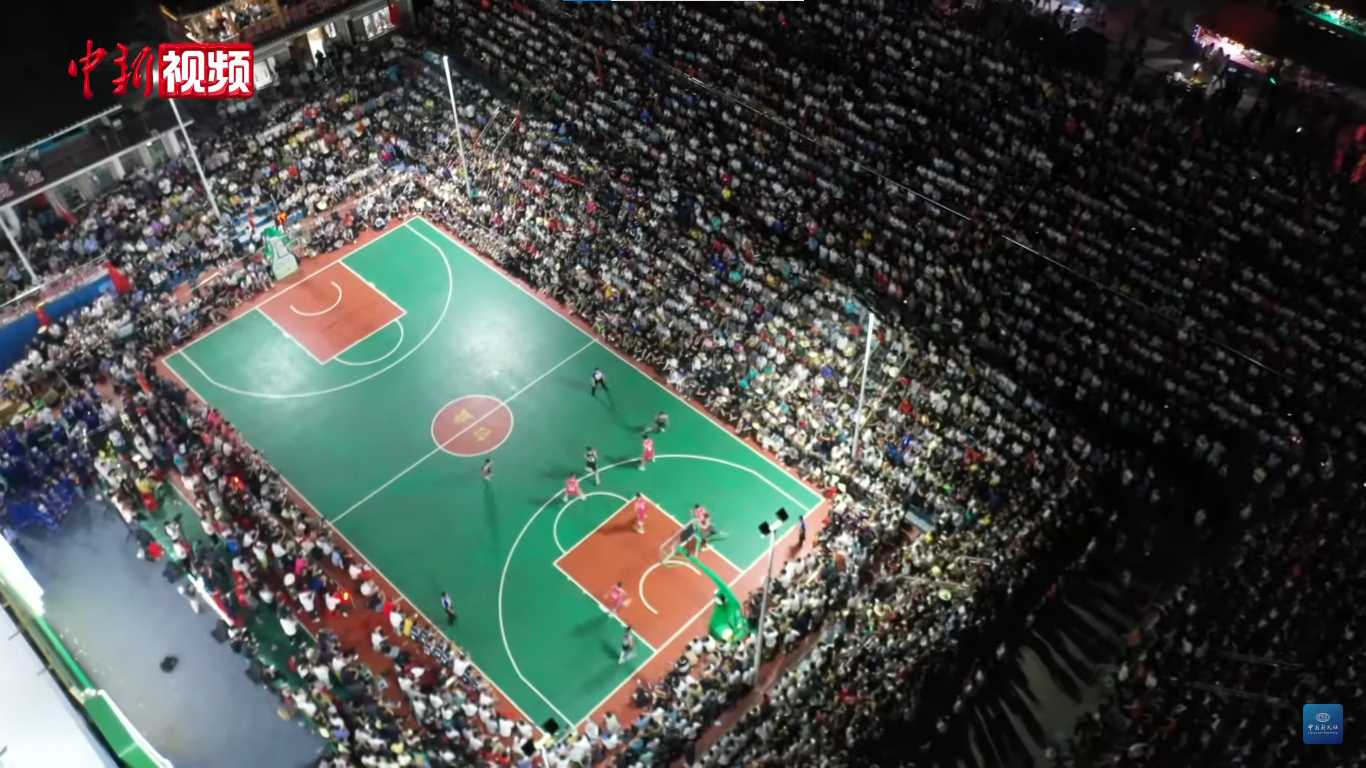
2023年6月20日，“村BA”全国赛揭幕战举行时的比赛场面

村BA，正式名称为“美丽乡村”篮球联赛，是起源于中华人民共和国贵州省黔东南苗族侗族自治州台江县台盘乡台盘村于每年“六月六”吃新节举行的篮球赛。比赛在当地农村举行，由村民自发组织，参赛者以村民为主。2022年7月底，有关比赛短视频及网络直播开始广泛传播。由于该比赛的民族和农村特色，因此开始受到网民关注，并亲切地称其为“村BA”。“村BA”也在2023年6月升格为由农业农村部、国家体育总局联合主办的全国性赛事。

## 发展历史
贵州省台江县台盘乡台盘村举办篮球赛的历史可以追溯到1936年。自那时起，每年的“六月六”吃新节，村民会举办诸如“斗牛”“斗鸟”等体育赛事，而篮球作为一项参与度最广、群众最认可的赛事被传承下来，最长的赛程可达十余天。每逢比赛日，当地会有数十个队伍打球到天亮，因此有了“天亮文化”的称呼。篮球赛创办起初是为了丰富大家农闲时的生活，因场地、资金等不能保证，比赛规模时大时小。由于球队并非专业性质，没有稳定的收入来源，因此只能通过压缩时间的方式来节省开支，赛程安排也从白天直至黑夜不中断。较早期台盘村村民用棉花制成球状当作篮球，用竹子编成篮圈。
1960年代，台江县有居民自发组织篮球比赛，由于没有专业场地，只能在泥地上支起一块木板并在木板上钉上一个篮圈。直至2016年，在政府资助与村民集资之下，当地开始修建篮球场，使篮球比赛开始走向规模化。2018年，在两个规范化的篮球场地完工后，共吸引当地200多支球队前来参赛。
2022年7月12日至20日，台江县举办“吃新节”篮球赛。此次系列赛共有176支参赛队参赛，吸引大量村民观看。7月30日至8月2日，贵州省“美丽乡村”篮球联赛黔东南州半决赛在台盘乡台盘村举行，期间有网民上传了比赛片段经由短视频平台传播，迅速火爆网络。网民们参照“NBA”“CBA”的命名规则，将该比赛称之为“村BA”。
2022年8月9日，台盘村篮球场举办“佛黔协作篮球交流赛”，来自广东省佛山市顺德区的男、女篮球队与台江县“村BA”球员进行了多场友谊赛。
2022年12月，貴州省體育局公布，首屆贵州省“美丽乡村”篮球联赛以村鎮為主戰場，廣泛號召年齡22周歲到45周歲的本地鄉鎮居民參賽，共組織民間籃球隊2624支。截至當時，共開展5457場比賽，覆蓋446.75萬群眾。貴州省已經推出村、鄉鎮至省級的五級聯賽，各級聯賽有相應的特色。
2023年3月25日，贵州省首届“美丽乡村”篮球联赛总决赛在黔东南州台江县台盘乡台盘村举行。赛前，台盤村擴建球場，現場座位從容納1萬人扩大至2萬多人，同时修建配套媒體採訪接待間、賓客會客休息間、運動員更衣休息間，拓寬停車場並重新劃分停車位。在当天的比赛中，黔东南州代表队以70比54击败铜仁代表队，遵义市代表队以76比60战胜毕节市代表队。3月27日下午2時，该比赛举行冠亚军赛。尽管是工作日，但现场仍座无虚席，上座人数超2万人。最终，黔东南州代表队以68比65战胜遵义市代表队，夺得首届冠军；铜仁市代表队获得季军，毕节市代表队获第四名。比赛结束后同时启动贵州省第二届“美丽乡村”篮球联赛。
2023年6月7日，农业农村部、国家体育总局发布通知，决定组织开展全国和美乡村篮球大赛（即村BA全国赛），标志着“村BA”升格为全国性赛事。大赛分基层赛、大区赛和总决赛三个阶段进行，其中总决赛定在贵州省台江县举办。6月20日，“村BA”全国赛揭幕战举行，由贵州黔东南代表队对阵甘肃临夏代表队，最终黔东南代表队以73比66的得分战胜甘肃临夏代表队。
2023年7月20日，NBA迈阿密热火队球员吉米·巴特勒宣布前往村BA发源地台盘村，成为首位莅临村BA现场的NBA球员。
2023年9月4日，中央广播电视总台发布“三农”主题重点项目，活动现场总台农业农村节目中心与贵州省台江县领导交换战略框架协议，这意味着“村BA”比赛将安排在CCTV-17播出。
2023年10月25日，2023全国和美乡村篮球大赛（村BA）总决賽在黔东南州台江县台盘乡台盘村揭幕。28日晚，村BA总决賽迎来冠军争夺战，来自广东的中山沙溪镇代表队以84:78战胜东莞大朗镇代表队，分别获得冠亚军。而在早些时候进行的铜牌争夺战中，宁夏三营队以82:58战胜甘肃吹麻滩队，获得季军。
2024年3月22日，2024年“村BA”球王争霸赛开幕式在台盘村举行。开幕式上，刘畊宏和萧敬腾分别带领天赋星球队和超级草根队进行了两场“全民星”赛。揭幕赛首场为贵州赛区习水商会球队对阵黔东南州义工联球队，最终黔东南州义工联队取得首场胜利。同期举行的“村BA”深山音乐会上，除表演民族歌舞节目外，刘畊宏、萧敬腾均在会上表演节目。
2024年6月30日，全国民族团结“村BA”篮球邀请赛总决赛在台江县进行，新疆叶城队以74:72战胜贵州凯里队夺冠，季军由江苏丹阳队获得。此次比賽也是中华人民共和国第十二届少数民族传统体育运动会“同心畅享”系列活动之一。
2024年10月4日晚，村BA球王争霸赛全国总决赛收官。山东汇东集团代表队以101：71战胜甘肃临夏州代表队夺冠。

## 特点

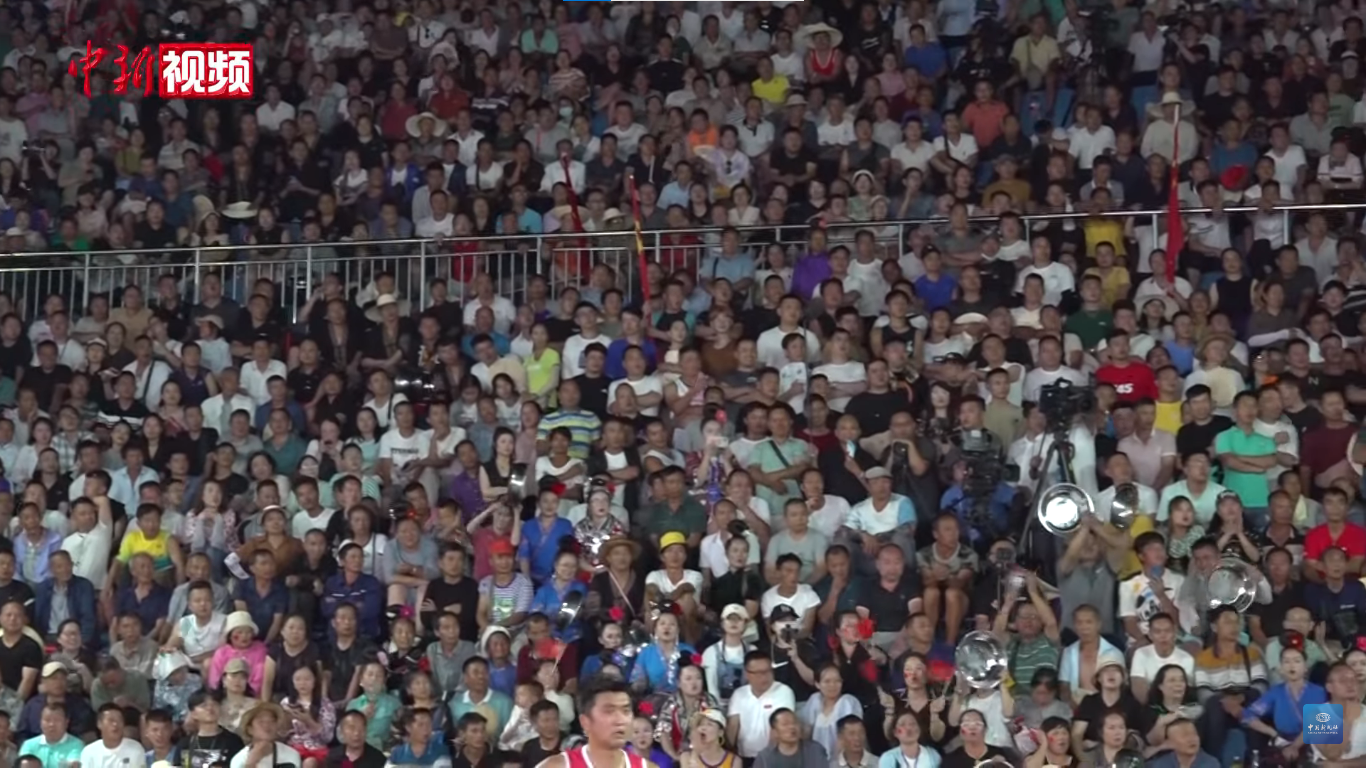
村BA比赛期间的现场观众用铁锅、铁盆等为球队加油助威

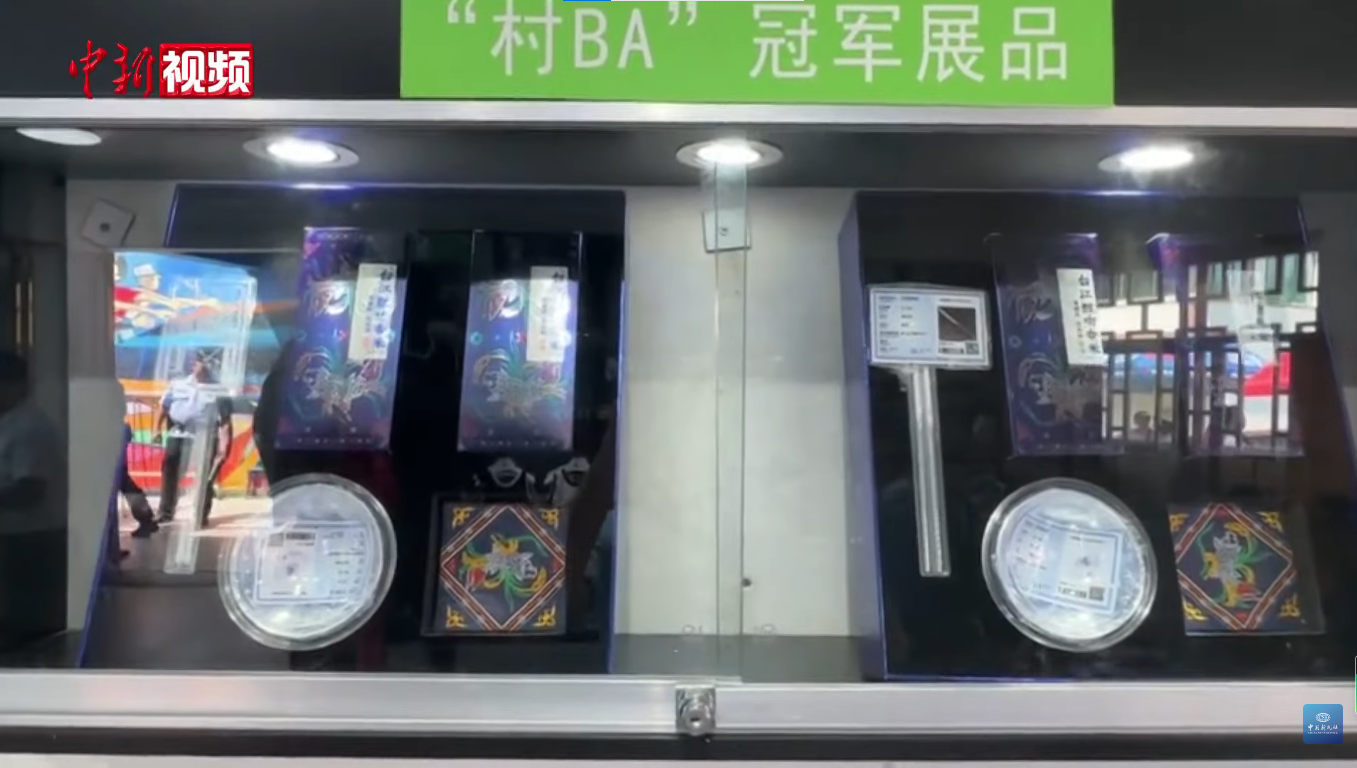
在“村BA”线下体验馆的冠军奖品陈列，以当地特色产品为主

台盘村“村BA”比赛由村民组织、参赛者以村民为主，需为当地农村户籍居民才能参赛。以首届贵州省的比赛为例，参赛者来自于不同背景，包括村幹部、飼養場技術員、在外務工人員等。裁判也多为村民。比赛期间，现场解说员同时使用普通话、贵州话和苗语，中场休息环节也以具有当地特色的民族歌舞表演取代。而观众席加油助威的工具则使用铁锅、铁盆等，每逢球员进球便会有铁器撞击的助阵声。
此外，比赛获奖队伍所获得的物品类奖品也具有地方特色，如黄平黄牛、榕江塔石香羊、从江小香猪、榕江西瓜等。2023年3月举行的首届总决赛奖品包括苗族銀帽、香米、特色文創木龍船、鱘魚、三穗麻鴨等。早期的比赛奖品是一面锦旗，后来升级为大米和球衣。而获胜队伍还可获得奖金，其中自由组达到20066元人民币，金额零头寓意“六月六”。
而每场“村BA”比赛则不收取门票费用，另外场地附近的停车场也是免费开放。在“村BA”开始走红之后，不断有品牌商提出赞助，包括把广告标语打在球场内等形式，但均被台盘村有关人员拒绝。在拟提出赞助的企业中，最大的赞助费是50万元，其中30万元作为冠名费，另外20万元作为村集体收入。台盘村“两委”和篮协也曾发布《台盘“村BA”修缮工作公告》，明确“严禁资本介入和恶意炒作”。台江县委副书记、县长杨德昭表示，“村BA”将坚持公益性、公众性、公开性的基本定位，不封闭球场，不关门卖票，球场修缮、赛事组织、奖励奖品一切由村民自主决定。台江县还将发起成立“村BA”联盟、推出“村BA”之旅、打造“村BA”篮球特色小镇等。
在管理上，台盘村将篮球赛事纳入村规民约进行管理，商议制定了《台盘村篮球场管理村规民约》。自此篮球比赛已成为全村涉及面最广的公共事务，在篮球比赛的催化下也令邻里关系变得和睦。在球场规则上，无论是球员和观众，一旦出现闹事、不尊重裁判或打架斗殴将被列入黑名单，终身不得踏入球场。

## 反响与评价
“村BA”开始走红后，吸引大量观众赴球场观赛，每场比赛座无虚席，因此球场外的山坡上、屋顶上亦站满了观众。在比赛期间，凳子、梯子、成人紙尿褲和充電寶等商品开始脱销。在网络平台，观看“村BA”比赛直播的累计观看人数达上亿人次，相关短视频多达数百个，关键词“村BA”也曾登上热榜，引发广泛关注和讨论。时任中国篮协主席姚明表示曾想去现场观赛，但也调侃表示“不确定我能拿到票”。
“村BA”的比赛也受到了时任中国外交部发言人赵立坚的关注，他在Twitter上发文并上传视频片段，称“现场氛围真的太赞了”。时任中国驻美大使秦刚也在Twitter上发文推介。此外，中国境外媒体亦对“村BA”进行了报道，强调当地村民对篮球的热情丝毫不输NBA。
随着“村BA”比赛的兴起，台盤村开始吸引大量外地游客，每逢比赛期间带来了成倍增長的餐飲、住宿等消費需求，当地酒店均会满房。以2023年3月25日为例，游客在大眾點評、美團等旅遊平台搜索餐飲、賓館、超市的需求量，比前一周增長11倍。3月25日、26日，黔東南州由看球消費帶動的整體旅遊訂單，比2022年同期增長143.4%。2022年7月至2023年5月，台江县旅游总人数633.12万人次，同比增长38.79%；旅游综合收入74.59亿元，同比增长81.72%。为了配合推广“村BA”文化，当地在球场看台内部开设了“村BA”官方线下体验店及“村BA”主题餐厅。